# Lohengrin
Pour les articles homonymes, voir Lohengrin (homonymie).

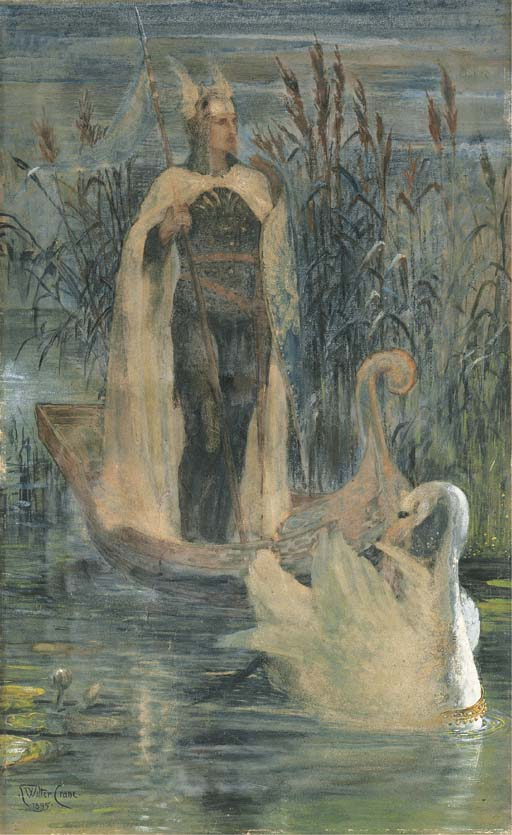
Lohengrin, sur sa barque tirée par un cygne, représentation romanesque iconique de Walter Crane, 1895.

Lohengrin est un personnage de la littérature médiévale germanique, appartenant à la légende arthurienne. Son histoire, variante de la légende du chevalier au cygne, apparaît pour la première fois au tout début du XIIIe siècle dans l'épopée Parzival de Wolfram von Eschenbach qui en fait le fils de Perceval et le rattache à la quête du Graal. 
Lohengrin a inspiré à Richard Wagner l’opéra du même nom.

## Origine
Son nom vient de Garin le Lorrain, l'une des cinq épopées de la geste des Lorrains, qui a inspiré Wolfram von Eschenbach.

## Lohengrin et Louis II de Bavière

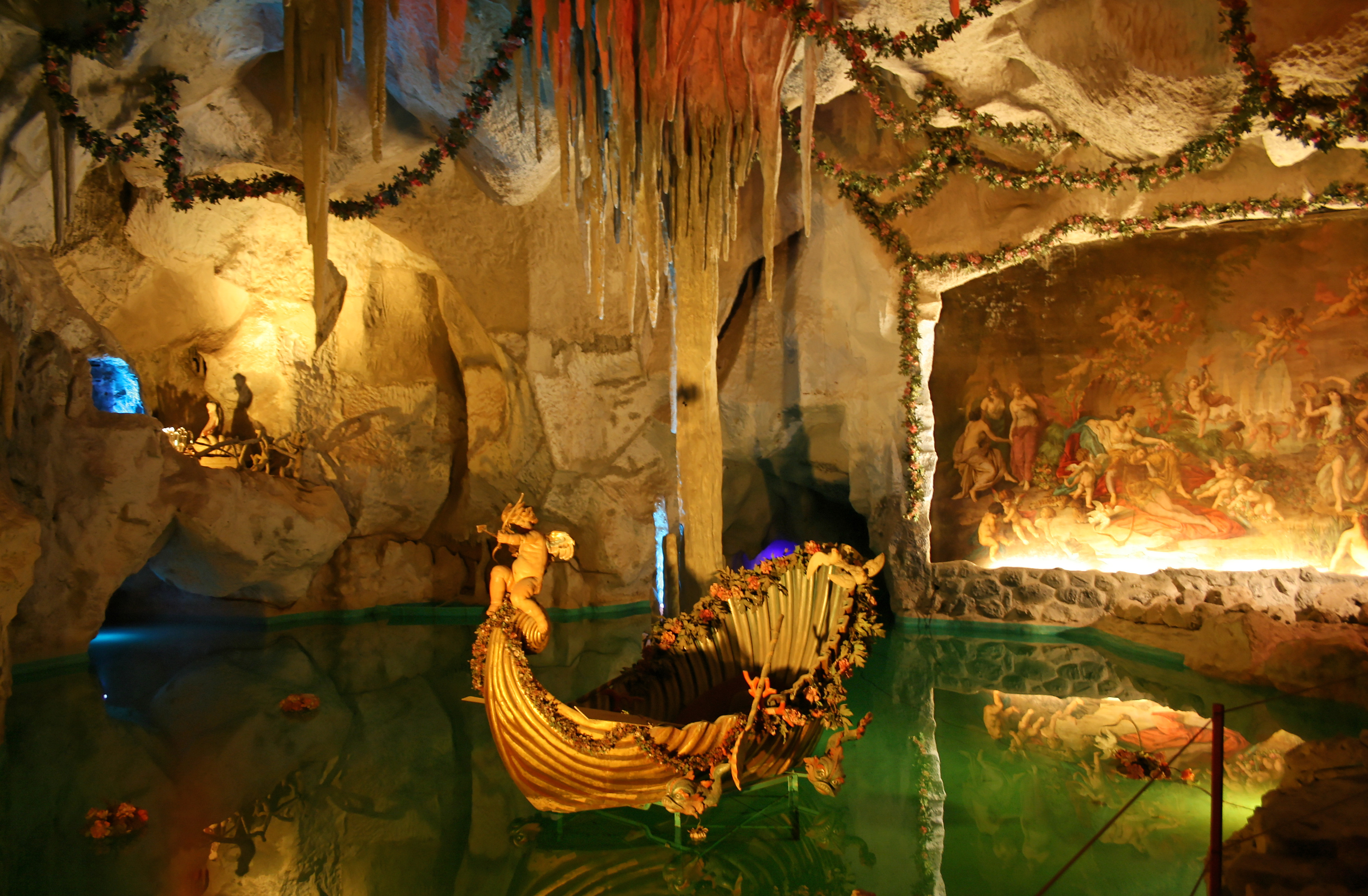
La grotte de Venusberg au château de Linderhof.

Le personnage de Lohengrin a été un personnage marquant pour Louis II de Bavière. Pour recréer l'ambiance de l'épisode du Venusberg de l'opéra wagnérien Tannhäuser (dans lequel une barque traverse un lac souterrain), il fit aménager dans son château de Linderhof une grotte de Vénus, dans laquelle il aimait voguer sur sa « barque », tel Lohengrin avec son cygne, rêvant à des mondes imaginaires, tout en écoutant de la musique de Richard Wagner jouée par un orchestre dissimulé derrière des rochers.

## Lohengrin dans l'art
- Lohengrin, opéra de Richard Wagner.
- Lohengrin a inspiré au peintre et compositeur Roger Lersy sa toile homonyme, aujourd'hui conservée à la cour d'appel de Versailles.

Lohengrin est cité dans La Chute d’Albert Camus.

## Hommages
L'astéroïde (9505) Lohengrin, découvert en 1973, est nommé en son honneur.